# Steffen Størseth
Steffen Størseth, né le 26 avril 1975 à Stavanger, est un rameur d'aviron norvégien. 

## Carrière
Steffen Størseth participe aux Jeux olympiques d'été de 1996 à Atlanta et remporte la médaille d'argent en deux de couple avec son coéquipier Kjetil Undset.